# 陳菁徽
陳菁徽（1979年4月20日—），中國國民黨籍政治人物，現任立法委員。出生於高雄市。台灣樹德科技大學人類性學研究所博士、美国约翰斯·霍普金斯大学公共衛生研究所碩士、臺北醫學大學醫學系學士。

## 個人與家庭
出生於高雄市，母親是前立法委員、現任中國國民黨主席特別顧問黃昭順。
執業婦科。三次流產，經歷過凍卵、試管嬰兒、人工受孕等多項人工生殖療程。
2021年成立宜蘊生殖醫學中心以利用人工生殖技術。2023年3月，開設Podcasts節目「閨蜜聽你說」。

## 從政生涯

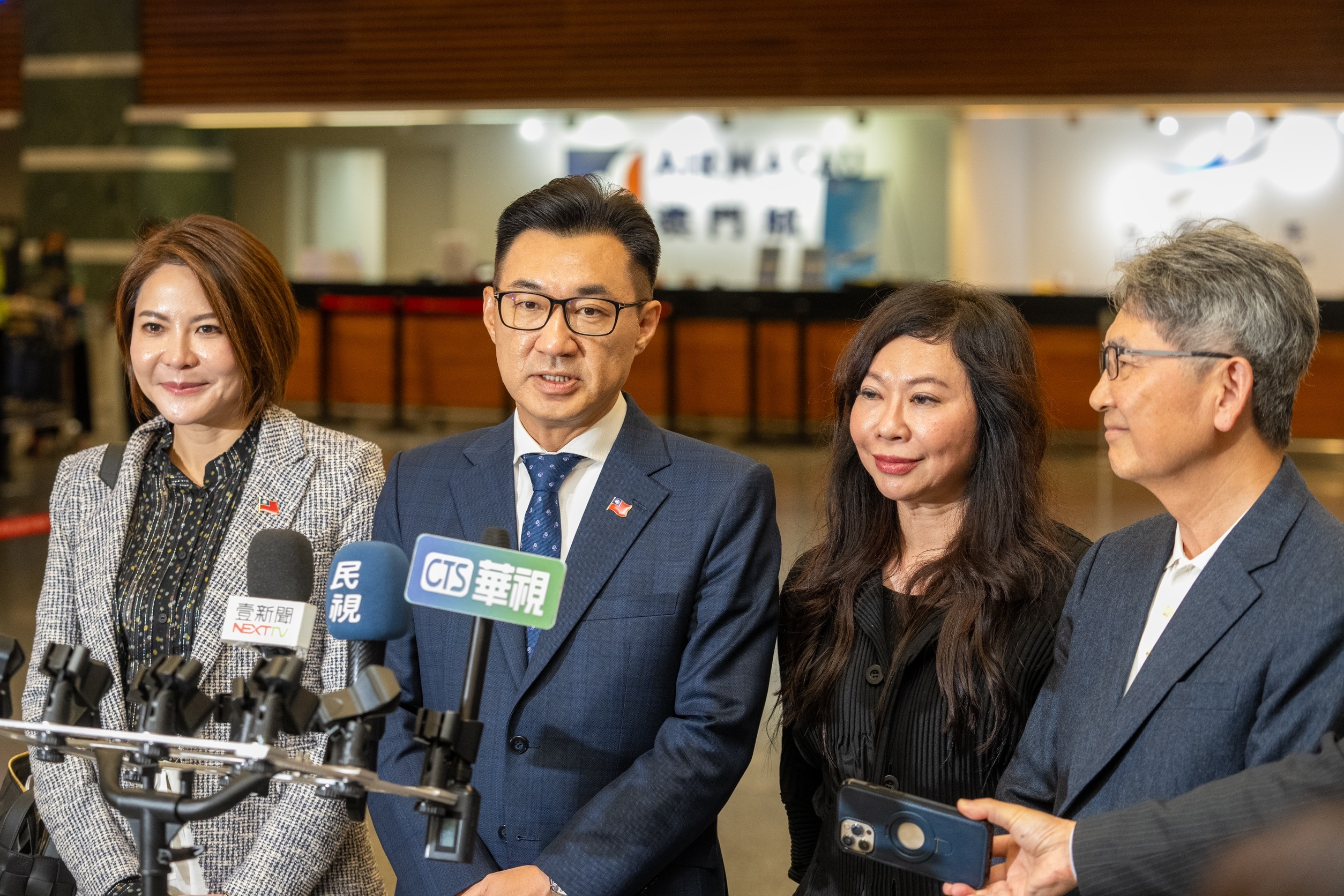
立委陳菁徽、江啟臣、林憶君與王正旭於瑞士日內瓦訪問。

2023年11月，獲中國國民黨提名列入2024年中華民國立法委員選舉不分區立法委員的安全名單內。

## 爭議事件

### 立院衝突控告對方性騷擾
2024年5月17日，第十一屆立法院就國會改革法案進行表決，民進黨立委在宣佈二讀的時候衝擊議場主席台，與台上的國民黨黨團立委爆發激烈衝突，期間立委陳菁徽為了阻擋民進黨立委鍾佳濱，與其同時跳上主席台，不慎遭到鍾佳濱撞擊，重心不穩被連拉帶抱反摔倒地，陳菁徽事後宣稱鍾佳濱性騷擾。鍾佳濱隨後向陳菁徽道歉，並宣稱自己是爬上主席台的時候踩到紙張滑倒而已。同年月20日，陳菁徽前往臺灣臺北地方法院對鍾佳濱提出故意傷害與性騷擾的自訴。

### 違反個資法
2021年12月10日，醫師侯君穎透過醫院的醫療資訊系統，查詢林秉樞的疫苗施打紀錄，再以手機翻拍螢幕畫面，並將翻拍照片上傳至LINE群組。陳菁徽在群組中取得照片後，再轉發至她與媒體工作者朱凱翔及其他人的LINE群組，並標註朱凱翔，表示可以使用照片或將照片提供給其他媒體記者。2天後，朱凱翔在其「不演了新聞台」臉書粉絲專頁公開照片，讓不特定的網路使用者可以閱覽知悉並取得林秉樞的醫療個人特種資料，損害林秉樞的人格權、隱私權與個人資訊自決權。
2024年8月13日，台北地方法院一審判決，陳菁徽違反《個人資料保護法》之「非法利用個人資料罪」，判處5個月有期徒刑，可易科罰金。全案可上訴。

## 選舉紀錄
| 年度 | 選舉屆數             | 選舉區                                 | 所屬政黨   | 得票數    | 得票率 | 當選標記 | 備註 |
| ---- | -------------------- | -------------------------------------- | ---------- | --------- | ------ | -------- | ---- |
| 2024 | 第十一屆立法委員選舉 | 全國不分區及僑居國外國民立法委員選舉區 | 中國國民黨 | 4,764,576 | 34.58% |          |      |

## 著述
- 《凍卵：保留自己未來的選擇權》(資料夾文化，2021，ISBN 9789578904880)
- 《歡迎第2次青春期：迎接更美、更性感、更有活力的更年期》(資料夾文化，2017，ISBN 9786267063507)
- 《婦科女醫師坐月子56天絕對完整版》(資料夾文化，2015，ISBN 9789865698515)
- 《女性的疑難雜症關鍵50問》(資料夾文化，2014，ISBN 9789576637308)

## 外部連結
- 陳菁徽的Facebook專頁
- 陳菁徽的Facebook專頁
- YouTube上的陳菁徽頻道